# San Antonino Monte Verde
San Antonino Monte Verde är en kommun i Mexiko.   Den ligger i delstaten Oaxaca, i den sydöstra delen av landet, 260 km sydost om huvudstaden Mexico City. Antalet invånare är 6 482. Arean är 179 kvadratkilometer.
Terrängen i San Antonino Monte Verde är kuperad åt nordost, men åt sydväst är den bergig.
Följande samhällen finns i San Antonino Monte Verde:
- San Miguel Monteverde
- San Antonio Yodonduza Monteverde
- San José Monteverde
- San Francisco Caballúa
- Guadalupe de las Flores
- Santa María de las Nieves Monteverde
- Colonia Hidalgo